# Za wcześnie
Za wcześnie – debiutancki album studyjny polskiego rapera Spinache’a. Wydawnictwo ukazało się 10 kwietnia 2003 roku nakładem wytwórni muzycznej Gigant Records.

## Lista utworów
Opracowano na podstawie materiału źródłowego.
1. „Intro” (produkcja: Marek Dulewicz, Spinache) – 0:44
2. „Wracam” (produkcja: Spinache, gościnnie: Joanna Maksymowicz) – 3:54
3. „Zostańmy razem” (produkcja: O.S.T.R., gościnnie: Cezet, Emes, O.S.T.R.) – 4:15
4. „Legendarny skit” (produkcja: Spinache) – 0:28
5. „3 XL” (produkcja: Spinache, gościnnie: Dedote, Oxy) – 4:08
6. „To dziś” (produkcja: Red, gościnnie: Magda Polańska) – 3:10
7. „Zaraz wracam skit” (produkcja: Spinache) – 0:49
8. „Emocje” (produkcja: Spinache, gościnnie: Cezet) – 3:44
9. „Masz czym kiwać?” (produkcja: Spinache, gościnnie: Joanna Maksymowicz) – 2:58
10. „Iskra” (produkcja: Spinache, gościnnie: O.S.T.R.) – 3:19
11. „Thinka Skit” (produkcja: Spinache) – 0:23
12. „Ona przyjdzie” (produkcja: Spinache) – 3:45
13. „Kości rzucone 3” (produkcja: Spinache, gościnnie: Red) – 2:54
14. „Masz to, bierz to” (produkcja: O.S.T.R.) – 3:07
15. „Light skit” (produkcja: Spinache) – 0:48
16. „Masz czym kiwać? (remiks: Spinache) – 3:30